# Великая Губа (посёлок)
Вели́кая Губа́ (карел. Suurlahti) — посёлок в составе Пиндушского городского поселения Медвежьегорского района Республики Карелия Российской Федерации.

## Общие сведения
Расположен на юго-восточном берегу озера Сегозеро.
До войны существовала железнодорожная станция на линии широкой колеи Масельская — Великая Губа, на которой осуществлялось пассажирское движение.

## Памятники истории
Сохраняется памятник истории — братская могила советских воинов, погибших в годы Советско-финской войны (1941—1944). В братской могиле захоронено 2706 воинов 32-й армии Карельского фронта. В 1961 году на могиле был установлен памятник — скульптурная группа, изображающая двух советских воинов.

## Население
| 2002 | 2010 | 2013 |
| ---- | ---- | ---- |
| 0    | →0   | →0   |